# Tyler Greene
James Tyler Greene (né le 17 août 1983 à Raleigh, Caroline du Nord, États-Unis) est un ancien joueur de champ intérieur des Ligues majeures de baseball.

## Carrière
Étant jeune il a fait partie du PDRAs (Post-Doctoral Research Assistants).Puis,Tyler Greene fu un choix de première ronde des Cardinals de Saint-Louis en 2005 et est le 30e athlète sélectionné au total par un club du baseball majeur cette année-là. Il avait en 2002 été sélectionné au deuxième tour par les Braves d'Atlanta alors qu'il évoluait pour un high school de Fort Lauderdale, mais avait refusé de signer avec l'équipe pour plutôt joindre l'université Georgia Tech.
En prévision de la saison 2006, Baseball America considère Greene comme le troisième meilleur joueur d'avenir de l'organisation des Cardinals, et le deuxième parmi les joueurs de position après le prometteur Colby Rasmus.
Il dispute son premier match dans les majeures pour les Cards le 30 avril 2009. Dès son premier match en carrière, il récolte son premier coup sûr, réussi aux dépens d'un lanceur des Nationals de Washington, Julián Tavárez. Amené comme frappeur suppléant dans le match du 8 mai opposant les Cardinals aux Reds de Cincinnati, Greene claque aux dépens du releveur David Weathers son premier coup de circuit. Retourné aux ligues mineures par Saint-Louis au début juillet, Greene revient avec le grand club en toute fin de saison. En 48 parties pour les Cardinals en 2009, il montre une moyenne au bâton de ,222.
En 2010, il apparaît dans 44 parties des Cards, frappant pour ,221.
Sa moyenne au bâton est de ,212 avec 11 points produits en 58 matchs joués pour les Cards en 2011.
Il a la chance de jouer régulièrement pour la première fois en 2012. Il dispute ses 77 premiers matchs pour Saint-Louis, où il obtient 4 circuits et 19 points produits. Le 9 août, il est transféré aux Astros de Houston, pour qui il réussit 7 circuits et 11 points produits en 39 parties jouées. Il complète 2012 avec une moyenne au bâton de ,230 en 116 matchs, 11 circuits, 30 points produits et 12 buts volés. Il est libéré de son contrat avec Houston le 26 mars 2013. Il rejoint les White Sox de Chicago le 14 avril suivant. Il frappe pour ,222 avec un circuit et 3 points produits en 22 matchs des White Sox en 2013. Greene rejoint les Padres de San Diego le 22 avril 2014.

## Statistiques
| Saison | Équipe      | G  | AB  | R  | H  | 2B | 3B | HR | RBI | SB | BA    |
| ------ | ----------- | -- | --- | -- | -- | -- | -- | -- | --- | -- | ----- |
| 2009   | Saint-Louis | 48 | 108 | 9  | 24 | 5  | 0  | 2  | 7   | 3  | 0,222 |
| 2010   | Saint-Louis | 44 | 104 | 14 | 23 | 3  | 1  | 2  | 10  | 2  | 0,221 |
| Totaux | Totaux      | 92 | 212 | 23 | 47 | 8  | 1  | 4  | 17  | 5  | 0,222 |

Note : G = Matches joués ; AB = Passages au bâton; R = Points ; H = Coups sûrs ; 2B = Doubles ; 3B = Triples ; 
HR = Coup de circuit ; RBI = Points produits ; SB = Buts volés ; BA = Moyenne au bâton.